# Bisdom Carcassonne en Narbonne
Het bisdom Carcassonne en Narbonne (Latijn: Dioecesis Carcassonensis et Narbonensis; Frans: Diocèse de Carcassonne et Narbonne) is een in Frankrijk gelegen rooms-katholiek bisdom met zetel in de stad Carcassonne. Het bisdom behoort tot de kerkprovincie Montpellier, en is, samen met de bisdommen Mende, Nîmes, en Perpignan-Elne, suffragaan aan het aartsbisdom Montpellier. Sinds 2023 is de bisschop Bruno Valentin.
In 2021 telde het bisdom ongeveer 230.000 katholieken of 60,8% van de totale bevolking.
Het bisdom heeft een oppervlakte van 6.313 km² en komt overeen met het departement Aude, aangevuld met het kanton Quérigut in Arriège.

## Geschiedenis
Het bisdom Carcassonne werd opgericht in 533 door paus Johannes II. Het werd suffragaan aan Montpellier. Op 29 november 1801 werden naar aanleiding van het Concordaat van 1801 door paus Pius VII het aartsbisdom Narbonne en de bisdommen Perpignan-Elne, Alet, Mirepoix en Saint-Papoul opgeheven en verdeeld over Montpellier, Toulouse en Carcassonne. Carcassonne werd suffragaan aan Toulouse en Narbonne werd samengevoegd met Toulouse. In 1822 werd het bisdom Perpignan-Elne opnieuw opgericht. In 2006 hernoemde paus Benedictus XVI het bisdom tot Carcassonne en Narbonne.

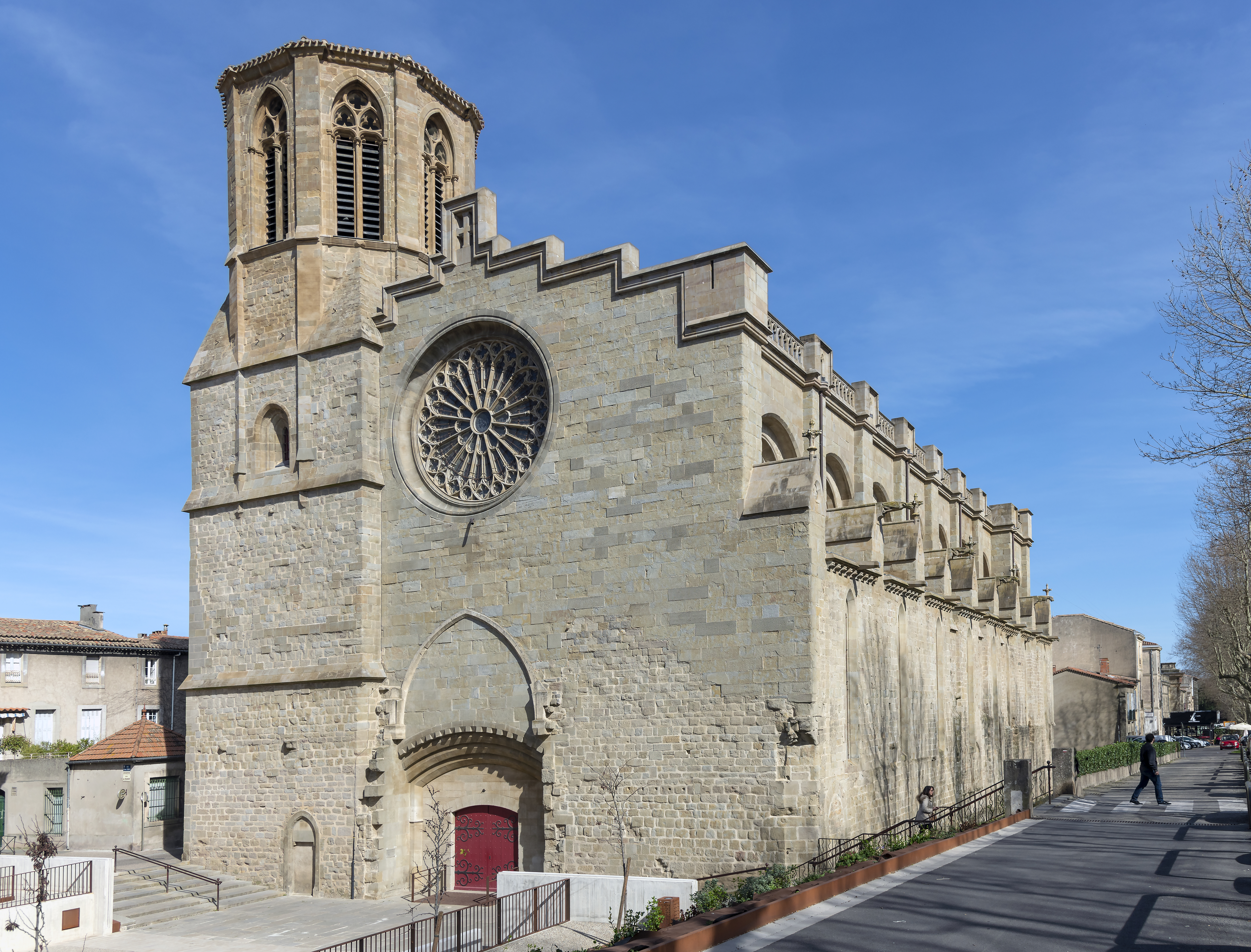
Kathedraal van Carcassonne
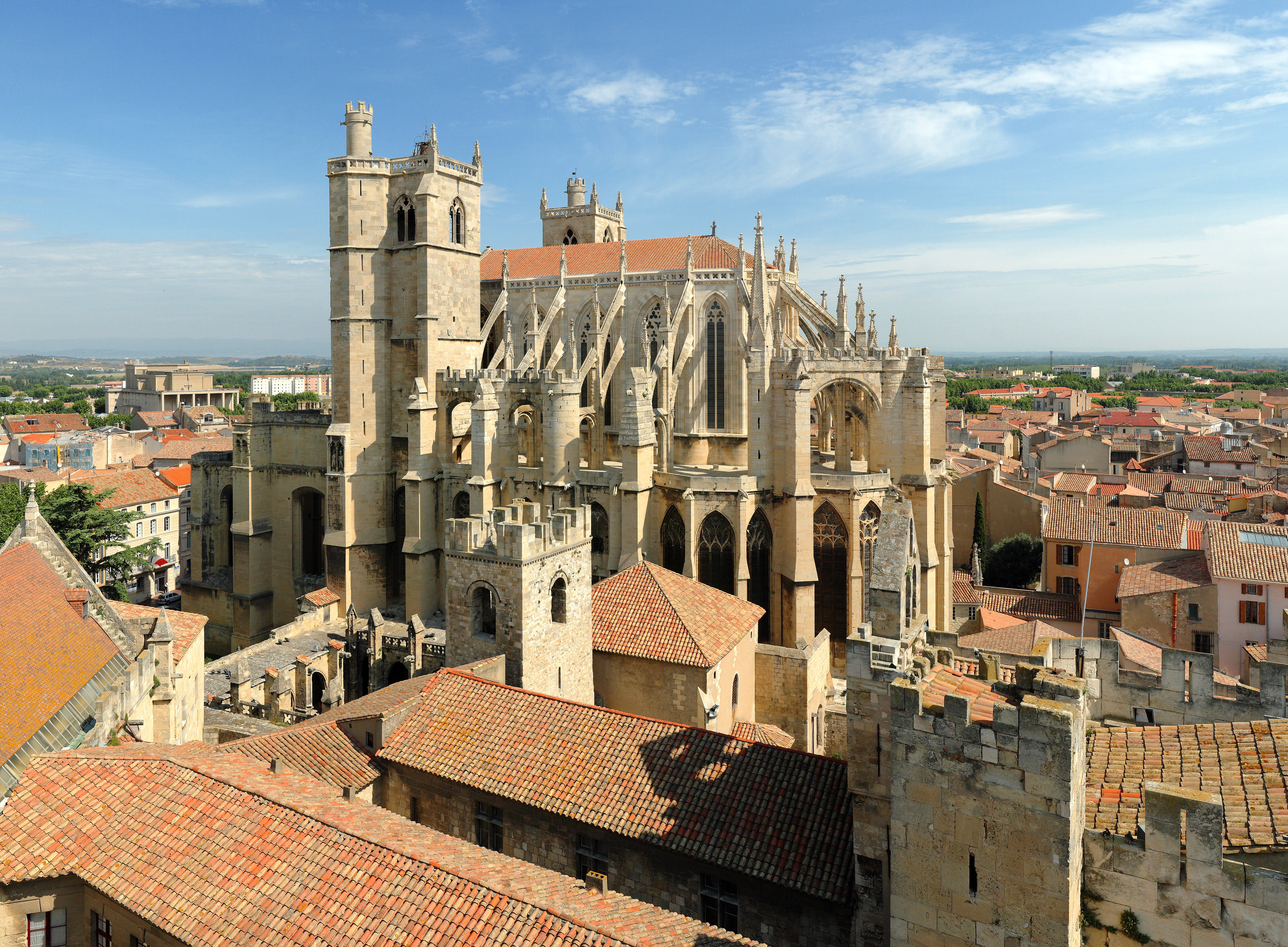
Cokathedraal van Narbonne
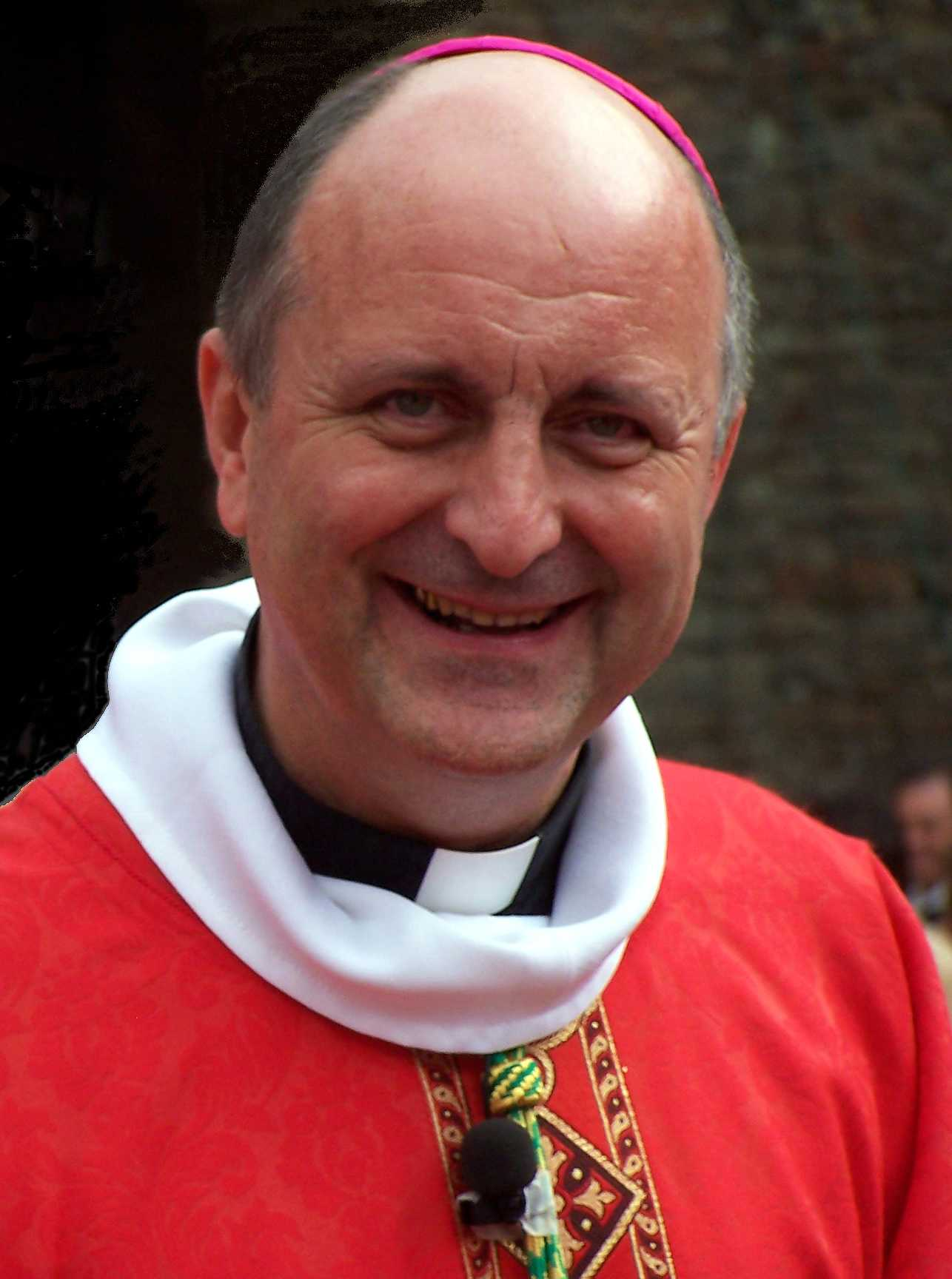
Bisschop Alain Planet (2004-2023)